# 夏郢镇
夏郢镇，是中华人民共和国广西壮族自治区梧州市万秀区下辖的一个乡镇级行政单位。

## 行政区划
夏郢镇下辖以下地区：
夏郢社区、思委村、思安村、北胜村、平安村、双垌村、民智村、毓秀村、周睦村、高才村、泗马村、竹坡村、里秀村、夏郢村、富教村、新夏村、凤凰村、镇安村、答涓村、保安村、儒岩村、德安村和旺坡村。